# Lorraine Moller
Lorraine Mary Moller (Putaruru, 1 juni 1955) is een voormalige Nieuw-Zeelandse langeafstandsloopster, die gespecialiseerd was in de marathon. Ze nam viermaal deel aan de Olympische Spelen, schreef diverse grote internationale marathons op haar naam en was gedurende en tweetal jaren nationaal recordhoudster op de 1500 m.

## Biografie

### Blootsvoets
Moller liep als kind altijd blootsvoets op de graslanden van Nieuw-Zeeland. Haar eerste paar loopschoenen kocht ze pas als tiener, toen ze aan wedstrijden deelnam. Later studeerde ze aan de universiteit van Dunedin en werd gymlerares.

### Eerste marathon op geleende schoenen
In 1978 besloot Lorraine Moller naar de VS te trekken en zich geheel op het lopen te richten. In 1980 nam ze deel aan de AVON International Marathon, toentertijd een voorloper van het WK vrouwenmarathon, op geleende schoenen. Als middenlangafstandsloopster was ze niet gewend om te drinken tijdens de wedstrijd. Bij elke waterpost moest ze even stoppen en daarna aanzetten om weer aansluiting te vinden. Ondanks haar onervarenheid kwam ze als eerste vrouw over de finish. Deze wedstrijd won ze in totaal driemaal. Ze won namelijk ook in 1982 in San Francisco en in 1984 in Parijs.
Moller won ook driemaal de marathon van Osaka (1986, 1987, 1989). Haar persoonlijk record van 2:28.17 liep ze in 1986 tijdens de Gemenebestspelen in Edinburgh. In 1984 won ze de Boston Marathon.

### Als enige viermaal olympische marathon
Moller is de enige vrouw die viermaal (1984, 1988, 1992, 1996) de olympische marathon liep. Op de Olympische marathon van Barcelona in 1992 won ze een bronzen medaille achter Valentina Jegorova (goud) en Yuko Arimori (zilver). In 1987 won ze de 5 km van Carlsbad in 15.35.
Moller heeft een dochter en woont in Boulder, waar ze werkzaam is als trainster. Ze was getrouwd met de Amerikaanse olympische marathonloper Ron Daws.

## Titels
- Nieuw-Zeelands kampioene 4 km - 1974, 1975, 1979
- Nieuw-Zeelands kampioene veldlopen (4000 m) - 1976

## Persoonlijke records
| Onderdeel   | Prestatie | Datum            | Plaats    |
| ----------- | --------- | ---------------- | --------- |
| 800 m       | 2.03,63   | 29 januari 1974  |           |
| 1500 m      | 4.10,35   | 30 augustus 1985 | Brussel   |
| 1 Eng. mijl | 4.32,97   | 21 augustus 1985 | Zürich    |
| 3000 m      | 8.51,78   | 8 augustus 1983  | Helsinki  |
| 5000 m      | 15.52,90  | 20 juni 1986     |           |
| 10.000 m    | 32.40,17  | 2 juli 1988      |           |
| marathon    | 2:28.17   | 1 augustus 1986  | Edinburgh |

## Palmares

### 1500 m
- 1982:  Gemenebestspelen - 4.12,67

### 3000 m
- 1981:  Pacific Conference Games - 9.07,86
- 1982:  Gemenebestspelen - 8.55,76
- 1983: 14e WK - 9.02,19
- 1985:  ISTAF - 8.53,48

### 5000 m
- 1985:  Nations Meeting in Londen - 15.35,75

### 10.000 m
- 1987: 21e WK - 34.07,26

### 4 km
- 1974:  Nieuw-Zeelandse kamp. - 12.55
- 1975:  Nieuw-Zeelandse kamp. - 13.08
- 1979:  Nieuw-Zeelandse kamp. - 12.48

### 5 km
- 1982:  Pepsi Challenge in Woodland Hills - 15.29
- 1983:  Run for Life in Denver - 19.47
- 1983:  Boulder on the Run - 16.37
- 1983:  Run for the Roses in Boulder - 17.18
- 1985:  Bacardi Rum Run in Oakland - 16.07
- 1985:  Columbine Classic Women's in Denver - 16.48
- 1987:  Carlsbad - 15.35
- 1988:  Carlsbad - 15.40
- 1992: 5e Freihofer's Run for Women in Albany - 15.54
- 1995:  Lady Foot Locker in Denver - 16.56

### 10 km
- 1979:  Bonne Bell in Minneapolis - 35.29
- 1980: 4e L'Eggs Mini-Marathon in New York - 34.00
- 1980:  Bonne Bell in Minneapolis - 34.07
- 1981:  Avon in Atlanta - 34.37
- 1981: 5e L'Eggs Mini-Marathon in New York - 34.01
- 1982:  Get in Gear in Minneapolis - 33.54
- 1982: 5e L'eggs Mini-marathon in New York - 33.55
- 1982:  LA Mercury in Los Angeles - 32.44
- 1983:  Run for Life in Denver - 37.20
- 1983:  Run for Health in Northglenn - 37.31
- 1983:  Run with the Stars in Denver - 35.55
- 1983: 5e L A Coliseum in Los Angeles - 33.38
- 1983:  Dr Scholl's Pro Comfort in Atlanta - 33.00
- 1984: 5e Bolder Boulder - 35.15
- 1984:  Cypress - 32.32
- 1985:  Colorado Heat Run in Denver - 35.23
- 1985:  Asbury Park Classic - 33.05
- 1985:  Penofin in Ukiah - 33.22
- 1986:  Rich Classic in Johnston - 34.42
- 1986:  St Paul South Fork in Dallas - 33.36
- 1986: 4e Tufts in Boston - 32.39
- 1986: 4e Penofin in Ukiah - 32.52
- 1988:  MDA Boston Milk Run - 32.06
- 1988: 5e Old Reliable Run in Raleigh - 32.31
- 1988:  Pepsi Vulcan Run in Birmingham - 32.49
- 1989: 4e Tom Sullivan St Patrick's Day in Torrance - 34.19
- 1989:  RevCo Cleveland - 32.59
- 1989:  New Times Phoenix - 34.17
- 1991:  Deseret News in Salt Lake City - 32.13
- 1992:  Tribune in San Diego - 32.39
- 1994: 4e Birmingham News Bryant Jordan Vulcan - 34.32
- 1995: 5e US 10K Classic in Atlanta - 35.50

### 15 km
- 1980:  Midland Run in Far Hills - 53.06
- 1980:  Cascade Run Off in Portland - 51.22
- 1980:  Dannon in Minneapolis - 50.59
- 1981:  Cascade Runoff in Portland - 51.24,9
- 1981:  Falcon Classic Pro/Am in Alhambra - 52.27
- 1984:  Cascade Run Off in Portland - 50.03
- 1986:  Cascade Run Off in Portland - 49.09
- 1987:  Cascade Run Off in Portland - 49.30
- 1988:  Gold Coast in Sanctuary Cove - 52.13
- 1992:  Cascade Run Off in Portland - 50.08

### 10 Eng. mijl
- 1979:  Carson Park - 58.13
- 1980:  Trevira Twosome - 55.51
- 1981:  Bobby Crim - 56.16
- 1984:  Garden of the Gods - 59.06
- 1985:  Garden of the Gods - 1:00.55
- 1985:  Virginia - 54.53
- 1986:  Nike Cherry Blossom - 53.48

### 20 km
- 1981:  Avon in Washington - 1:13.54
- 1981:  Elby's Distance Race in Wheeling - 1:11.37
- 1984:  Chicago Distance Classic - 1:08.12
- 1985:  Chicago Distance Classic - 1:08.36

### halve marathon
- 1985:  halve marathon van Auckland - 1:13.45
- 1988:  halve marathon van Idaho Springs - 1:14.57
- 1991: 4e halve marathon van Sapporo - 1:14.52
- 1994: 13e Philadelphia Distance Run - 1:16.23
- 1995:  halve marathon van Atlanta - 1:15.25
- 1996: 4e halve marathon van Fairfield - 1:15.13
- 1998:  halve marathon van Siem Reap - 1:19.21

### 25 km
- 1992:  Old Kent River Bank Run in Grand Rapids - 1:30.30

### marathon
- 1979:  Grandma's Marathon in Duluth - 2:37.37
- 1980:  marathon van Eugene - 2:31.42
- 1980:  AVON International marathon in Londen - 2:35.11
- 1980:  Grandma's Marathon in Duluth - 2:38.35
- 1980:  marathon van Rio de Janeiro - 2:39.10
- 1981:  marathon van Eugene - 2:31.15
- 1981:  Grandma's Marathon in Duluth - 2:29.35,5
- 1981:  marathon van Rio de Janeiro - 2:35.56
- 1982:  AVON International marathon in San Francisco - 2:36.13
- 1982:  Londen Marathon - 2:36.15
- 1984:  Boston Marathon - 2:29.28
- 1984:  AVON International marathon in Parijs - 2:32.44
- 1984: 5e OS - 2:28.34
- 1985: 4e New York City Marathon - 2:34.55
- 1986:  Gemenebestspelen in Edinburgh - 2:28.17
- 1986:  marathon van Osaka - 2:30.24
- 1986: 8e Boston Marathon - 2:35.06
- 1987:  marathon van Osaka - 2:30.40
- 1988: 33e OS - 2:37.52
- 1989:  marathon van Osaka - 2:30.21
- 1989:  marathon van Hokkaido - 2:36.39
- 1990:  marathon van Cape Town - 2:37.19
- 1991:  marathon van Hokkaido - 2:33.20
- 1992:  OS - 2:33.59
- 1992: 25e maathon van Osaka - 2:40.05
- 1993: 5e marathon van Osaka - 2:30.31
- 1993:  marathon van Hokkaido - 2:37.24
- 1993: 5e Londen Marathon - 2:32.56
- 1996: 8e Boston Marathon - 2:32.02
- 1996: 46e OS - 2:42.21

### veldlopen
- 1975: 5e WK in Rabat - 13.53
- 1976:  Nieuw-Zeelandse kamp. (4000 m) - 14.45
- 1979: 39e WK in Limerick - 18.34
- 1981: 26e WK in Madrid - 15.00

- World Athletics: 14293081
- International Standard Name Identifier: 0000 0000 5153 7116
- Library of Congress Control Number: no2007155908
- Virtual International Authority File: 46558205
- WorldCat: E39PBJcR8h3vbjQrKjgbw6v4MP